# 宮崎太郎
宮崎 太郎（みやざき たろう、長承元年（1132年） - 建久6年（1195年））は、平安時代末期の越中国の武将。越中宮崎城主。「太郎」は長男を示す輩行名で、諱は「長康」とも「重頼」とも伝わる（「系譜をめぐる異説」参照）。木曾義仲に従い、倶利伽羅峠の戦いでは勝敗の決め手となった山岳夜襲戦法を献策した。

## 人物と事跡
祖は藤原利仁とされる。『姓氏家系大辞典』では「利仁流藤原姓」として「齋藤、石黒、井口等と同族にして、越中国新川郡宮崎邑より起る」。また『平家物語』長門本によれば、嫡子は入善小太郎為直、弟は別府次郎為重。
治承5年（1181年）、木曾義仲が横田河原の戦いに大勝すると、他の北陸道7か国の武将らとともに義仲軍に合流。寿永元年（1182年）には以仁王の遺児で、父王の死後、北陸道に逃れていた一の宮（世上、「北陸宮」の尊称で知られる）を宮崎の居館に招き、木曾義仲との対面を実現させた。また『源平盛衰記』では「高倉宮ノ御乳人讃岐前司重秀ガ此国ヘ具シ下シ進タリケルヲ木曾モテナシ奉テ越中国宮崎ト云処ニ御所ヲ造テスヘ進セ御元服アリケレバ」としていて、同地に宮の行在所となる御所が造られたことを伝えている。
その後、寿永2年4月27日の燧城の戦いに宮崎党50余人を率いて参陣。5月2日の安宅の戦いで内兜を射ぬかれ、郎党とともに宮崎への帰還を余儀なくされた。しかし、それまで越後国の国府に控えていた義仲が越中に進軍すると怪我を押して参陣、「二つもなき命を的に懸けて、大事の手を負て、已に死ぬべかりける人のよみがへりて、又鎧着て出給たるこそいとをしけれ」と義仲を感激させたという。さらに倶利伽羅峠の戦いでは義仲に対し勝敗の決め手となった山岳夜襲戦法を献策したことが『平家物語』長門本に記されている。
……宮崎申けるは、誠に山の案内はいかで知らで候べき、此砺波山には三の道候なり、北黒坂、中黒坂、南黒坂とて三候、平家の先陣は中黒坂の猿が馬場に向へて候也、後陣は大野、今湊、井家、津幡、竹橋なんどに宿して候也、中の山はすいてぞ候らん、よも続き候まじ、南黒坂のからめては楯六郎親忠千騎の勢にてさし廻して、鷲が島うち渡りて弥勒山へ上るべし、中黒坂の大将軍は根井小弥太、千騎の勢にて倶利迦羅を廻りて、弥勒山へ打合せよ、北黒坂の大将は、巴といふ美女千騎の勢にて安楽寺を越て、弥勒山へ押寄て、三手が一手に成て鬨を作るならば、搦手の鬨はよも聞えじ、平家後陣の勢続きて襲と思ひて、後へ見返らば、白旗のいくらも有らんをみて、源氏の搦手廻りたりと心得て、あわてながら鬨を合候はんずらん、其時鬨の声聞え候はんずらん、其時搦手は廻りにけりと心得て、是より大勢に押寄に押寄すならば、前にはいかでよるべき後には搦手あり、逃べき方なくて、南の大谷へ向けて落候はんずらん、矢一射ずとも安く討んずるぞと申ける、木曾是を聞てあら面白や、弓矢取の謀はかくぞとよ、平家何万騎の勢有りとも、安く討ちてんずるな、殿原とて、宮崎が計ひに附きて搦手をぞ廻しける……—作者未詳、『平家物語』長門本巻第十三
倶利伽羅峠の戦いに大勝した木曾義仲は、7月28日には京に無血入城を果たし、都に源氏の白旗が翻った。しかし、その陣中に宮崎太郎の姿はなかった。『越中武士団 宮崎太郎長康・宮崎党「その時代と歴史」』によれば「倶利伽羅峠の源平大合戦に勝利した後、宮崎太郎長康・宮崎党は、宮崎に帰った。その後の木曽義仲の京への進軍に参加した記録はなく、もっぱら、北陸宮の警護と京への上洛の準備に専念したものと考えられ、北陸宮の二度の上洛に随行したといわれている」。ただし、北陸宮の二度めの上洛は文治元年（1185年）11月のことで、この際、宮崎太郎が随行したかどうかは定かではない。『姓氏家系大辞典』では「伊那の宮崎氏」として「義仲亡ぶるに及んで、逃れて信州に入り、伊那郡黒田村を押領して、此に居館を構へ、家号を以て在名を立てて地字を宮崎と称す」としており、義仲敗死後に信濃国伊那郡に逃れたことを伝えている。また富山県黒部市にある宮崎文庫記念館が所蔵する「信州伊那の宮崎家系譜」にも同様の事実関係が記されている。なお、宮崎太郎の没年を建久6年（1195年）とするのは、同館所蔵の「史料年代表」による。

## 系譜をめぐる異説
既述の通り宮崎太郎長康は義仲敗死後に信濃国伊那郡に逃れ、その地で亡くなったとするのが定説で、富山県朝日町が昭和59年（1984年）に編纂した『朝日町誌 歴史編』によれば発祥の地である朝日町や嫡子とされる入善小太郎為直ゆかりの入善町にも「その実名を留めていないのみならず墓碑・供養塔も存在せず一族・縁者の末裔と伝える家もない」という。その一方で承久3年（1221年）の承久の乱では北陸道を経由して京をめざす北条朝時率いる幕府軍を越後と越中の国境で迎え撃った宮崎左衛門尉定範という武将がいたことが『吾妻鏡』『承久記』『鎌倉北条九代記』などに記されている。
去ほどにしきぶのぜうとも時は、五月卅日えちごのこうに付てせいぞろへして、ゑちご・ゑつ中のさかいなるかんばらといふ所に付給ふ。この所こそ北ろく道第一のなんじよ、一はうはきしたかふして、人馬さらにとをらず。一方はあらいそにて風はげしければ、船心にまかせず。岸にそふたるほそみちは、わづかに馬一きとをりかぬるみちなり。市降・じやうどゝいふ所に、京がたよりさかも木を引て、みやざきさゑもん一千よきにてかためたり。うへの山にはいしゆみはりたて、かたきよせばはづしかけんとよういしたり。人々いかにとあんじける所に、しきぶのぜうのはかりごとに、いくらもありける牛をとらへて、角にたい松をゆいつけをひはなしたりければ、うし、たい松におそれてはしりとをる所を、上の山よりすはやかたきのよせくるはとて、いくばくのいしゆみを、一度にはつとはなしかけたりければ、おほくのうしどもころされけり。此はかりごとによて、兵どもいしゆみのなんをばのがれたり。さかも木どもをば、あしがるを入て取のけさせとをりけるほどに、六月八日のくれほどに、はんにやのにつき給ふ。—作者未詳、『承久軍ものがたり』巻第三
この宮崎左衛門尉定範について『朝日町誌 歴史編』では「長康家が木曽義仲の根拠地である信濃へ移ってから朝日町では宮崎村の定範家が有力者となっていた」として、長康家とは別流としている。その一方で『越中武士団 宮崎太郎長康・宮崎党「その時代と歴史」』では「長野県篠ノ井長谷寺過去帳宮崎源家位牌等宮崎隆造とその家系図」として初代宮崎城主を「宮崎太郎重頼」とする家系図を紹介しており、その第2代を入善小太郎重房、第3代を宮崎定範としている。また宮崎文庫記念館・尊史庵でも「尊史庵（宮崎文庫）由緒」として「宮崎城主宮崎太郎重頼（当宮崎家の始祖）」としており、宮崎太郎長康と宮崎太郎重頼を同一人物と見なすならば、宮崎党は義仲敗死後も越中宮崎に留まり、承久の乱には朝廷軍の一員として参陣。この戦いに敗れた後、宮崎を離れたという解釈が成り立つ。ただし、宮崎太郎長康を初代宮崎城主とする「信州伊那の宮崎家系譜」との整合性など、検討すべき課題は多い。
なお、『朝日町誌 歴史編』が『南信伊那史料』などを元に描き出す信州伊那の宮崎家の系譜は華麗とも峻烈とも呼び得るもので、初代長康の代に源平合戦を戦ったのを手始めに7代三郎太夫の代に至って時の執権・北条高時の催促により六波羅に参陣し（元弘の乱）、光厳天皇を護衛して戦うも敗れて近江国の馬場宿・米山の一向堂で自害。さらに17代輝康の代には河内国烏帽子形を領していたとされるものの三好の変（永禄の変）で戦死、ここで長康家は断絶。その一方で16代右馬允の次男・八郎が分家して忠房を名乗り、武田勝頼に臣従。長篠の戦いで弾丸に当り座光寺原宮崎の館で保養に務めるもほどなく戦病死。保養中、勝頼は宮崎の館に立ち寄り、鶴駿という名馬を賞与したという。さらに忠房家3代目に当る泰景は徳川家康に仕え、従五位下筑後守に叙せられ秀忠から「忠」の字を賜り諱を忠政と改めたという。こうした赫々たる履歴がすべて事実とするならば、宮崎家は源家、北条家、武田家、徳川家という日本を代表する名家に仕え、源平合戦、元弘の乱、永禄の変、長篠の戦いという日本史を彩る合戦を戦ってきたことになる。その信憑性をめぐっては、他の史料によって裏付けられる部分も認められるものの、『朝日町誌 歴史編』が典拠とした『南信伊那史料』では初代長康について「同氏ハ日向国宮崎氏ヲ興シ後備中国ニ移リ源平蜂起ノ乱ニ木曾義仲ニ属シ」とするなど、史実と齟齬を来す内容も含まれており、慎重な検討が求められる。

## 墓碑・供養塔
富山県朝日町城山の宮崎城跡に供養塔がある。これは、昭和45年（1970年）、朝日町が顕彰と観光開発のために北陸宮の御墳墓とともに築造したもの。昭和56年（1981年）7月8日には「北陸宮七五〇年祭・宮崎太郎長康公合同慰霊祭」が執り行われている。
また『越中武士団 宮崎太郎長康・宮崎党「その時代と歴史」』 によれば、黒部市犬山に宮崎太郎重頼夫妻、宮崎定範夫妻の墓がある。